# Дзержинський район (Красноярський край)
Дзержинський район (рос. Дзержинский район) — адміністративна одиниця та муніципальне утворення в центральній частині Красноярського краю. Адміністративний центр — село Дзержинське.

## Географія
Розташований в центральній частині Красноярського краю, в басейні річки Усолка. Протяжність району з півночі на південь становить 66 кілометрів, із заходу на схід — 103 кілометри. Відстань до найближчої залізниці станції (м. Канськ) — 84 кілометри. Площа району — 3610 км².
Суміжні території:
- Північ: Тасеєвський район
- Схід: Абанський район
- Південь: Канський район
- Захід: Сухобузимський район

## Економіка
Основна галузь спеціалізації району — лісозаготівельна діяльність, сільське господарство.